# Ковське
Ко́вське — село Новоазовської міської громади Кальміуського району Донецької області, Україна.

## Загальні відомості
Відстань до райцентру становить близько 23 км і проходить автошляхом місцевого значення. Землі села межують із територією Некліновського району Ростовської області Росії. Прикордонного переходу немає.

## Російсько-українська війна
26 серпня 2014 року російські військові та проплачені терористи при спробі захоплення Новоазовська зайняли село.

## Населення
За даними перепису 2001 року населення села становило 66 осіб, з них 18,18 % зазначили рідною мову українську та 81,82 % — російську.